# Толстоголовка арморикская
Толстоголовка арморикская, или темнокрылка арморикская или толстоголовка земляничная (лат. Pyrgus armoricanus) — бабочка из семейства толстоголовок.

## Этимология названия
Armoricanus (топонимическое) — арморикская. Арморик — область на западе Франции.

## Ареал
Северная Африка, Южная и Средняя Европа, Кавказ и Закавказье, Турция, Малая Азия, Южный Урал. Бабочки населяют сухие каменистые балки, участки со степной растительностью, известняковые обнажения, разнотравные степи в поймах рек.

## Биология
Развивается в двух поколениях за год. Время лёта бабочек первого поколения — в мае-июне; второго поколения — августе-сентябре. На юге ареала в года с жарким летом может развиваться также и третье поколение, бабочки которого летают с середины сентября до середины октября.
Самки откладывают яйца поштучно на нижнюю сторону листьев кормовых растений. Вышедшие из яиц гусеницы сплетают паутину из шелковых нитей на поверхности листа кормового растения, после первой линьки скручивают листья, в которых и обитают, выходя только во время питания на ближайшие листья. Гусеницы развиваются в апреле-мае и июле на травянистых растениях: земляника, солнцецвет, лапчатка.